# 梁时
梁时（？—？），字用行，吴江（今江苏苏州）人，元末明初政治人物，明初十才子之一。